# Charles Timothy Brooks
Charles Timothy Brooks (ur. 20 czerwca 1813 w Salem w stanie Massachusetts, zm. 14 czerwca 1883) – amerykański duchowny ewangelicki, poeta i tłumacz literatury niemieckiej.

## Życiorys
W 1832 roku ukończył Harvard, potem studiował teologię i w 1835 został kaznodzieją w Nahant w swoim rodzinnym stanie. Służył jako pastor w różnych miastach Nowej Anglii. W końcu został pastorem unitariańskiego zboru w Neport na Rhode Island. Na tym stanowisku pozostał do 1877 roku, kiedy zrezygnował ze względu na zły stan zdrowia. 

## Twórczość
Charles Timothy Brooks był przede wszystkim tłumaczem literatury niemieckiej, zwłaszcza dzieł Okresu burzy i naporu (Sturm und Drang). Przełożył między innymi Wilhelma Tella Friedricha Schillera.
Wydał antologię Songs and Ballads: Translated from Uhland, Körner, Bürger, and Other German Lyric Poets (1842). Pozostawił po sobie również prace teologiczne i biografię Williama Ellery'ego Channinga